# Gabriela Traña
Gabriela Gerarda Traña Trigueros (Alajuela, 3 de marzo de 1980) es una atleta costarricense que se especializa en las carreras de larga distancia. Representó a Costa Rica en la modalidad de maratón femenino en los Juegos Olímpicos de 2008, en Pekín, China, y en los Juegos Olímpicos de 2012, en Londres, Reino Unido, último en el que se desempeñó durante la inauguración como abanderada de la delegación costarricense.
Actualmente, Traña ostenta varios récords nacionales de atletismo, entre ellos las categorías femeninas de maratón, media maratón, 3.000 metros, 5.000 metros y de 3.000 metros con obstáculos. Es considerada como una de las deportistas más importantes de los últimos años en el atletismo costarricense.

## Carrera

### Primeras competencias
En 1993, Traña participó en su primera edición de los Juegos Deportivos Nacionales, en el cantón de Santa Cruz. En noviembre de 2001, tuvo su primera participación en los Juegos Centroamericanos, en Guatemala, donde obtuvo el segundo puesto en la modalidad femenina de 1.500 metros planos, y el tercer lugar en las modalidades femeninas de 5.000 metros y de relevos de 400 metros. En 2003, participó en su primera edición del Campeonato Centroamericano de Atletismo, donde alcanzó el segundo lugar en los 5.000 metros planos, y, en agosto de ese mismo año, Traña participó en el Campeonato Mundial de Atletismo, en Francia, donde estableció su mejor tiempo en los 1.500 metros planos, al alcanzar la marca de 4:32,58.
En agosto de 2004, rompió el récord nacional en la modalidad femenina de 3.000 metros planos, al obtener un tiempo de 9:50,56 en el Campeonato Iberoamericano de Atletismo, en España, en el cual obtuvo el undécimo lugar, así como el récord nacional de 5.000 metros planos, al obtener en ese mismo campeonato un tiempo de 17:15,20. En septiembre de ese mismo año, Traña tomó parte del Campeonato Centroamericano de Atletismo, en Nicaragua, donde vuelve a romper un nuevo récord nacional; esta vez en la modalidad de 1.500 metros femenino, al obtener un tiempo de 4:35,11, marca que le otorgó el primer lugar. También obtuvo el primer lugar en la modalidad de 10.000 metros planos, rompiendo nuevamente el récord nacional con un tiempo de 36:10,54.
Traña regresó en 2005 al Campeonato Centroamericano de Atletismo, esta vez en Costa Rica, donde volvió a obtener el primer lugar en los 1.500 metros planos femeninos, así como el segundo lugar en los 5.000 metros. En 2007, el Campeonato Centroamericano regresó a Costa Rica, donde Traña logró el primer lugar en la modalidad de 3.000 metros con obstáculos. Ese mismo año, Traña tomó parte de su segundo Campeonato Mundial de Atletismo, llevado a cabo en Japón, participando de la modalidad femenina de 5.000 metros.

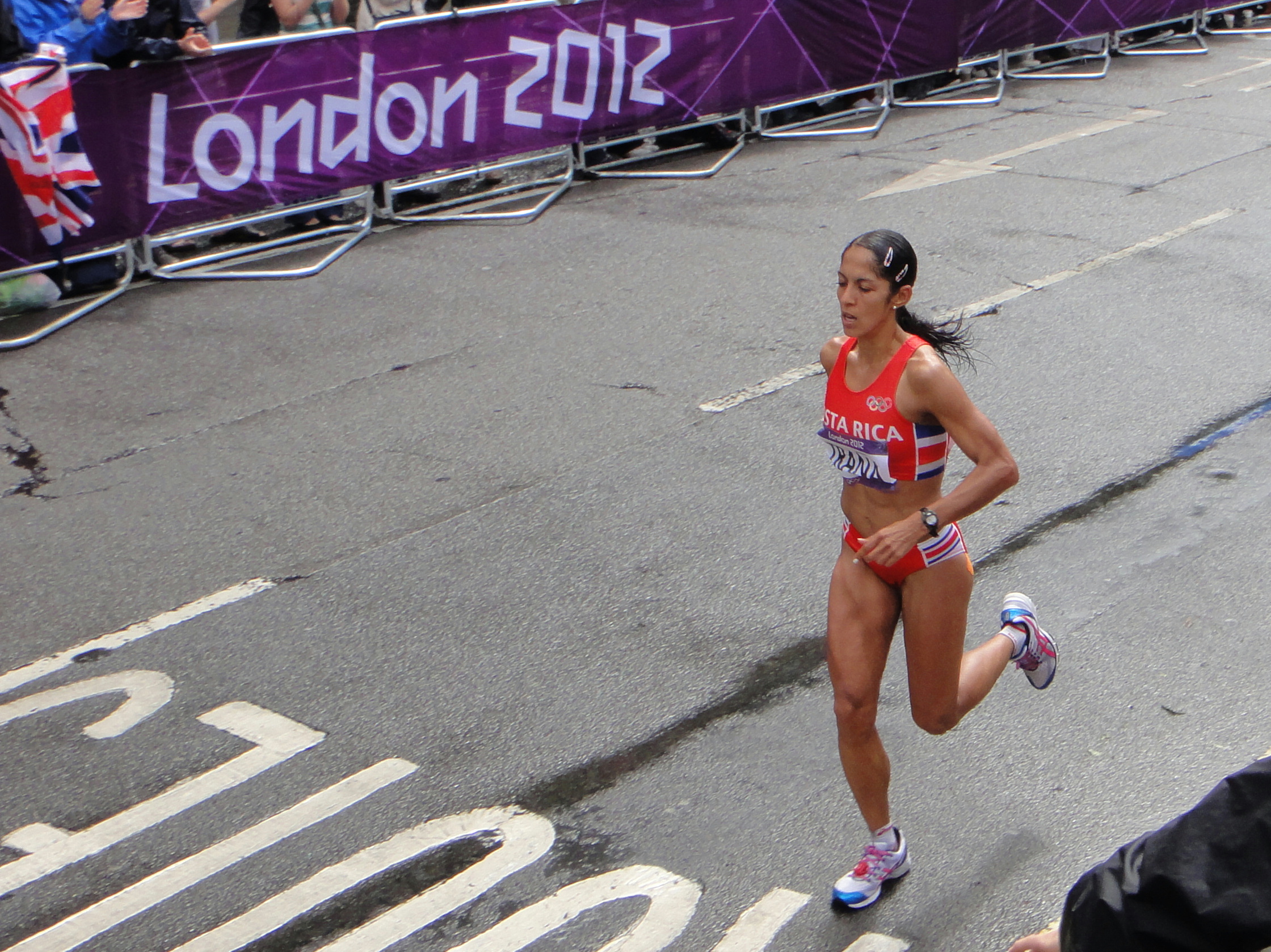
Traña compitiendo en los Juegos Olímpicos de 2012.

### Juegos Olímpicos

#### 2008
En agosto de 2008, dado su nivel técnico y trayectoria, Traña fue invitada a tomar parte de los Juegos Olímpicos en Pekín, China, en la modalidad de maratón femenino. En los juegos, Traña logró un tiempo de 2:53:45, lo cual le otorgó el puesto 68.° de la competencia.

#### 2012
En septiembre de 2011, Traña participó en la modalidad femenina de la Maratón de Berlín, competencia en la que alcanzó el 22.° puesto tras obtener un tiempo de 2:38:14. Traña estableció el récord nacional y centroamericano en la modalidad femenina, así como logró clasificar y representar a Costa Rica ante los Juegos Olímpicos de 2012, en Londres. La atleta participó por segunda vez de la modalidad de maratón femenino, logrando un tiempo 2:43:17 y el 91.° puesto de la competencia. Tras su resultado, Traña dijo que "quise correr lo más rítmico posible, pero arrastrada por el grupo de avanzada pasé muy rápido las tres primeras millas y en una topografía compleja como ésta, me terminó pasando factura”. Traña fue la abanderada de la delegación costarricense durante la inauguración de los Juegos.

### Competencias posteriores
En los Juegos Deportivos Centroamericanos de 2013, en San José, Traña compitió en las modalidades de 5.000 metros planos y maratón, donde obtuvo los 1.° y 3.° lugares, respectivamente. También competiría en varias maratones, así como en los Juegos Centroamericanos y del Caribe, en 2014, y en los Juegos Panamericanos de 2019. En 2016 participó de la edición anual de la Maratón de París con el fin de obtener un tiempo menor al de 02:45:00 y así clasificar a los Juegos Olímpicos de 2016, en Río de Janeiro, Brasil. Traña finalizó la maratón con un tiempo de 02:49:17, por lo que no pudo clasificar a los Juegos.
En 2019 participó del Campeonato Mundial de Atletismo en Doha, Catar, donde participó de una maratón en la que obtuvo el puesto 40.°, con un tiempo de 3:19:13. En junio de 2021, el récord nacional y centroamericano de Traña en la modalidad femenina de 10.000 metros fue batida por la atleta Diana Bogantes en el Campeonato Centroamericano de Atletismo Mayor.

## Récords personales
Traña actualmente ostenta 2 récords centroamericanos (RC) y 5 récords nacionales (RN). Sus récords personales son, al 2021:

### Larga distancia
| Modalidad     | Tiempo  | Localidad              | Fecha                    |
| ------------- | ------- | ---------------------- | ------------------------ |
| 10 km         | 35:14   | Edimburgo, Reino Unido | 27 de mayo de 2012       |
| Media maratón | 1:15:01 | Edimburgo, Reino Unido | 27 de mayo de 2012       |
| 25 km         | 1:33:25 | Berlín, Alemania       | 25 de septiembre de 2011 |
| 30 km         | 1:52:08 | Berlín, Alemania       | 25 de septiembre de 2011 |
| Maratón       | 2:38:22 | Berlín, Alemania       | 25 de septiembre de 2011 |

### Velocidad
| Modalidad              | Tiempo   | Localidad            | Fecha                    | Notas         |
| ---------------------- | -------- | -------------------- | ------------------------ | ------------- |
| 800 m                  | 2:12.08  | San José, Costa Rica | 2003                     |               |
| 1.500 m                | 4:32.58  | Saint-Denis, Francia | 27 de agosto de 2003     |               |
| 3.000 m                | 9:50.56  | Huelva, España       | 8 de agosto de 2004      |               |
| 5.000 m                | 17:15.20 | Huelva, España       | 7 de agosto de 2004      |               |
| 10.000 m               | 36:10.54 | Managua, Nicaragua   | 26 de septiembre de 2004 | RN hasta 2021 |
| 3.000 m con obstáculos | 10:59.80 | Ponce, Puerto Rico   | 26 de mayo de 2006       |               |